# 哥伦比亚丘陵
火星上的哥伦比亚丘陵（Columbia Hills）是古瑟夫撞擊坑中精神號登陸點附近的幾座山丘，以哥伦比亚号航天飞机命名。由至少七座山丘组成，以哥倫比亞號太空梭災難中喪生的七位太空人命名作為紀念。

## 組成

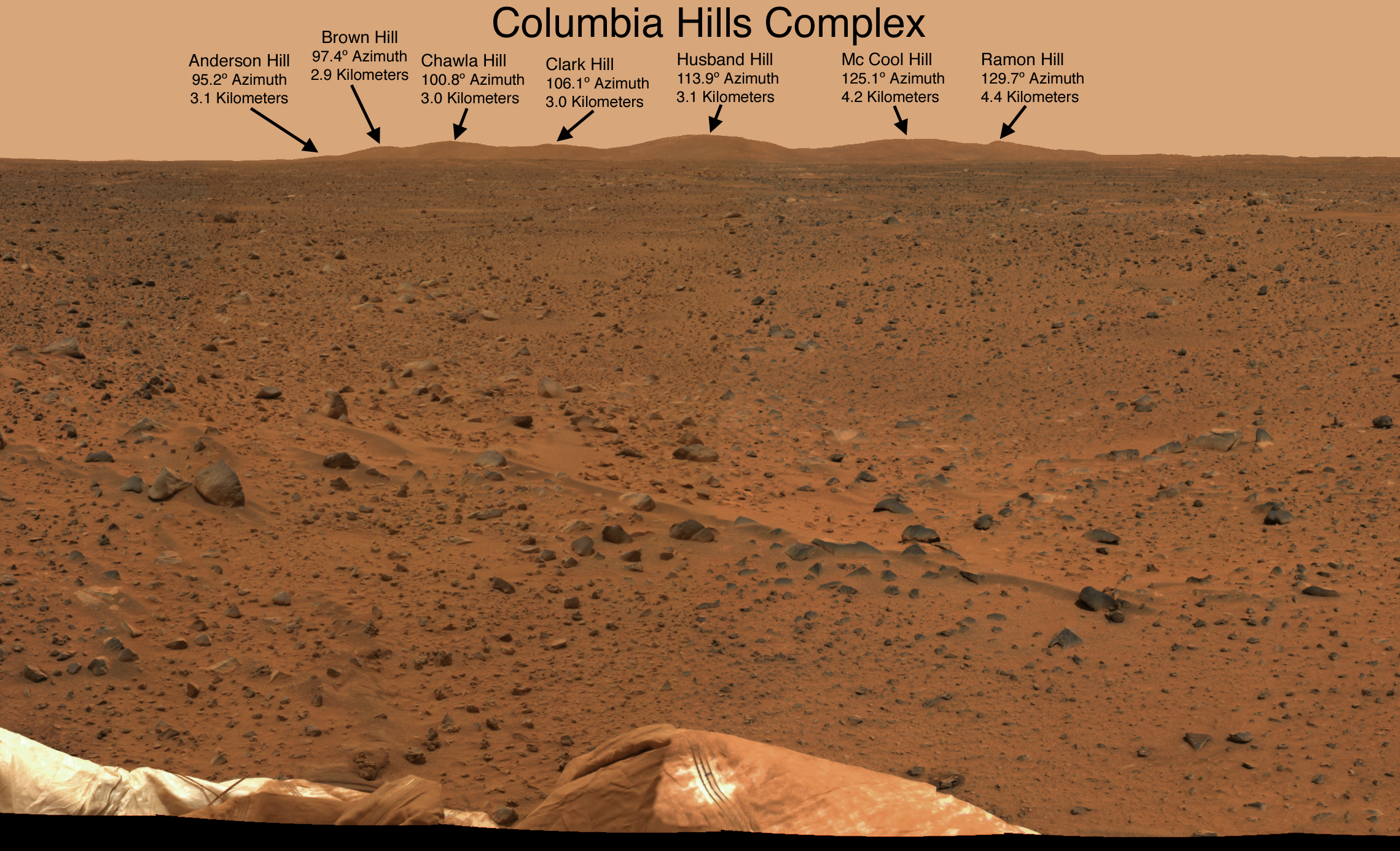
由精神號登陸地望去的哥倫比亞山丘群

- 安德森山（Anderson Hill），紀念非裔美國太空人迈克尔·安德森。
- 布朗山（Brown Hill），紀念美國太空人戴維·布朗。
- 乔拉山（Chawla Hill），紀念美國女性太空人卡爾帕娜·喬拉。
- 克拉克山（Clark Hill），紀念美國女性太空人勞雷爾·克拉克。
- 赫斯本德山（Husband Hill），紀念美國太空人里克·赫斯本德。
- 麦库尔山（McCool Hill），紀念美國太空人威廉·麥庫爾。
- 拉蒙山（Ramon Hill），紀念以色列籍太空人伊蘭·拉蒙。